# 陶澍 (地理学家)
陶澍（1950年8月—），中国环境地理学家。出生于上海。籍贯江苏无锡。北京大学城市与环境学院教授。1977年毕业于北京大学地质地理系，1981年、1984年在美国堪萨斯大学先后获硕士、博士学位。现任中国地理学会环境地理专业委员会主任、国际环境毒理与化学学会亚太分会主席、ES&T顾问编委、IEAM副主编及EP、JEGH等国际刊物编委。